# Georg von Küchler
Georg Karl Wilhelm Friedrich von Küchler (Hanau, 30 maggio 1881 – Garmisch-Partenkirchen, 25 maggio 1968) è stato un generale tedesco.

## Biografia

### Prima guerra mondiale e primo dopoguerra
Küchler nacque al castello di Philippsruhe ad Hanau, il 30 maggio 1881, da una nobile famiglia tedesca. Suo padre era il colonnello conte Karl von Küchler (1831-1922), mentre sua moglie Marie, nata von Scholten (1851-1924), era figlia del tenente generale prussiano Wilhelm von Scholten (1797-1868).
Il giovane Georg entrò nel Kaiserliches Heer nel 1900 e servì nel 25º reggimento di artiglieria da campo. Trascorse tre anni all'Accademia militare prussiana, per poi entrare nello Stato maggiore a Berlino nel 1913.
Durante la prima guerra mondiale comandò una batteria di artiglieria sul fronte occidentale e divenne ufficiale di stato maggiore della 206ª divisione di fanteria. Nel 1919 entrò nei Freikorps e combatté contro l'Armata Rossa in Polonia. Promosso al grado di colonnello, Küchler divenne vice comandante della 1ª divisione di fanteria di stanza nella Prussia orientale, nel 1932. Nel 1938 supportò Hitler nella rimozione di Werner von Blomberg e Werner von Fritsch dalle proprie posizioni.

### Seconda guerra mondiale
Durante la campagna di Polonia comandò la Terza Armata. Il 22 settembre 1939 organizzò la cerimonia funebre per Werner von Fritsch; in questa occasione pronunciò un discorso con cui deprecava le circostanze in cui la dirigenza nazista aveva allontanato quest'ultimo dal comando delle Forze armate (Scandalo Fritsch-Blomberg). Per questo motivo Küchler fu sollevato dal comando della Terza Armata, ma per intervento di Walther von Brauchitsch poco tempo dopo gli fu assegnato il comando della Diciottesima Armata, che guidò alla conquista dei Paesi Bassi.
Küchler comandò la Diciottesima Armata anche durante l'operazione Barbarossa, finché il 17 gennaio 1942, in seguito alle dimissioni del Feldmaresciallo von Leeb, rilevò il comando dell'intero Gruppo d'Armate Nord. Küchler rimase in carica fino al 29 gennaio 1944, quando fu esonerato a causa della rottura dell'accerchiamento di Leningrado da parte delle forze armate sovietiche.
Fino alla fine della guerra non ricevette nessun altro incarico.

### Secondo dopoguerra
Alla fine della seconda guerra mondiale, Küchler fu arrestato dalle truppe di occupazione americane. Fu giudicato nel processo dell'alto comando, parte dei processi secondari di Norimberga. Nella sua testimonianza riguardante i crimini nazisti contro prigionieri di guerra sovietici, Küchler ammise che le condizioni nei campi di prigionia erano dure, ma insistette nel dire che la causa principale di tali condizioni era da attribuirsi al rigido inverno del 1941-42, che definì come un "atto divino". Infine precisò che l'esercito annotò nei propri registri un numero maggiore di morti nei campi di prigionia rispetto a quelli reali, per poter così ottenere più rifornimenti da destinare ai prigionieri sopravvissuti.
Il 27 ottobre 1948 fu condannato a 20 anni di reclusione per crimini di guerra e crimini contro l'umanità commessi in Unione Sovietica. La pena fu ridotta a 12 anni nel 1951. Küchler fu rilasciato nel 1953 per motivi di salute.
Küchler morì nel 1968.